# Tappei Nagatsuki
Tappei Nagatsuki (長月達平 Nagatsuki Tappei?) es un novelista y guionista japonés. Su nombre de usuario en sus inicios en el sitio de publicación de novelas Shōsetsuka ni Narō era Nezumi-iro Neko (鼠色猫?). Su obra más destacada es Re:Zero kara Hajimeru Isekai Seikatsu. 
Re:Zero kara Hajimeru Isekai Seikatsu es una obra publicada originalmente en el sitio web Shōsetsuka ni Narō. Después de comenzar su serialización, la historia fue adaptada a novela ligera, manga, anime y videojuegos. En los SUGOI JAPAN Award 2017, la obra obtuvo el primer lugar en dos categorías: Mejor Novela y Mejor Anime. Nagatsuki estuvo muy activo en la producción del anime, asistiendo a reuniones de guion, sesiones de grabación y doblaje.

## Carrera
Su ocupación principal es como encargado del departamento de carnes en un supermercado, y combina este trabajo con su labor como autor de novelas ligeras. Originalmente, operaba bajo el seudónimo Nezumi-iro Neko (鼠色猫?) en el sitio web de publicación de novelas Shōsetsuka ni Narō. Posteriormente, con la publicación en formato impreso de Re:Zero kara Hajimeru Isekai Seikatsu, comenzó a usar el nombre Tappei Nagatsuki como novelista. Actualmente, continúa su actividad en Shōsetsuka ni Narō bajo el nombre Nezumi-iro Neko/Tappei Nagatsuki.
Es buen amigo de otros autores de novelas ligeras que debutaron en la misma época en sitios de publicación de novelas como Shōsetsuka ni Narō y que escriben obras del mismo género, como Natsume Akatsuki, Kugane Maruyama, Carlo Zen y Rifujin na Magonote. Con excepción de Rifujin na Magonote, los otros tres autores colaboraron posteriormente como creadores de las cuatro obras principales en Isekai Quartet y organizaron una exhibición conjunta.
En particular, con Natsume Akatsuki ha tenido numerosas colaboraciones y interacciones más allá de Isekai Quartet. Akatsuki escribió el guion de los avances de los próximos episodios del anime de Re:Zero kara Hajimeru Isekai Seikatsu, incorporando parodias de su obra más conocida, Kono Subarashii Sekai ni Shukufuku wo!. Además, personajes de esta última hicieron cameos en Memory Snow. También realizaron eventos de colaboración en el juego Fantastic Days de la misma serie, lanzaron libros colaborativos, y jugaron juntos partidas de rol cuando se lanzó un juego de mesa basado en la serie. Asimismo, fue gracias a Nagatsuki que la obra inédita de Akatsuki, Sentōin, Hakenshimasu!, logró ser publicada.
En su propia obra Re:Zero kara Hajimeru Isekai Seikatsu, su personaje favorito es Emilia. Como lector, su obra favorita es Isekai no Majutsushi de Hero Tenki, y la obra que considera más interesante en su adaptación a manga es Knight's & Magic.
Tiene un fuerte compromiso con sus fans y ha dicho: "Me entristecería si algo que no supervisé resultara insatisfactorio para los fanáticos" y "Quiero hacer bien las cosas por las que los fans pagan dinero". Por esta razón, se asegura de supervisar personalmente las adaptaciones de su obra, ya sea en formato de anime, juegos sociales o colaboraciones de cualquier tipo.

## Trabajos
| Año de publicación                                 | Título                                                               | Título en japonés                            | Tipo       | Volúmenes | Estado     | Nota(s)                                                                 | Refs.                |
| -------------------------------------------------- | -------------------------------------------------------------------- | -------------------------------------------- | ---------- | --------- | ---------- | ----------------------------------------------------------------------- | -------------------- |
| 2012–presente (novela web) 2014–presente (impresa) | Re:Zero kara Hajimeru Isekai Seikatsu                                | Re：ゼロから始める異世界生活                 | Novela     | 38        | En curso   | Escrita por Nagatsuki e ilustrada por Shinichirō Otsuka.                | [ 3 ]                |
| 2014–presente                                      | Re:Zero kara Hajimeru Isekai Seikatsu                                | Re：ゼロから始める異世界生活                 | Manga      | —         | En curso   | Creador original.                                                       | [ 17 ] [ 18 ] [ 19 ] |
| 2016–presente                                      | Re:Zero kara Hajimeru Isekai Seikatsu                                | Re：ゼロから始める異世界生活                 | Anime      | —         | En curso   | Creador original.                                                       | [ 20 ] [ 21 ]        |
| 2018                                               | Re:Zero kara Hajimeru Isekai Seikatsu - Memory Snow                  | Re：ゼロから始める異世界生活 Memory Snow     | Película   | —         | Finalizado | Creador original.                                                       | [ 22 ]               |
| 2018                                               | Pokémon: El poder de todos                                           | 劇場版ポケットモンスター みんなの物語        | Película   | —         | Finalizado | Asistente de composición de guiones                                     | [ 23 ]               |
| 2019                                               | Re:Zero kara Hajimeru Isekai Seikatsu - Hyōketsu no Kizuna           | Re：ゼロから始める異世界生活 氷結の絆        | Película   | —         | Finalizado | Creador original.                                                       | [ 24 ]               |
| 2019-2020                                          | Isekai Quartet                                                       | 異世界かるてっと                             | Anime      | —         | Finalizado | Creador original junto a Natsume Akatsuki, Kugane Maruyama y Carlo Zen. | [ 25 ] [ 26 ]        |
| 2020                                               | Re:Zero kara Hajimeru Isekai Seikatsu - Hyōketsu no Kizuna           | Re：ゼロから始める異世界生活 氷結の絆        | Manga      | —         | Finalizado | Creador original.                                                       | [ 27 ]               |
| 2020                                               | Senyoku no Sigrdrifa Rusalka                                         | 戦翼のシグルドリーヴァ Rusalka               | Novela     | 2         | Finalizado | Escrita por Nagatsuki e ilustrada por Takuya Fujima.                    | [ 28 ]               |
| 2020                                               | Senyoku no Sigrdrifa Rusalka                                         | 戦翼のシグルドリーヴァ Sakura                | Novela     | 2         | Finalizado | Escrita por Nagatsuki e ilustrada por Takuya Fujima.                    | [ 29 ]               |
| 2020                                               | Senyoku no Sigrdrifa                                                 | 戦翼のシグルドリーヴァ                       | Anime      | —         | Finalizado | Composición de la serie Guionista (#1-12)                               | [ 30 ]               |
| 2021                                               | Re:Zero − Starting Life in Another World: The Prophecy of the Throne | Re：ゼロから始まる異世界生活 偽りの王選候補  | Videojuego | —         | Finalizado | Supervisor de escenario                                                 | [ 31 ]               |
| 2021                                               | Vivy: Fluorite Eye’s Song                                            | ヴィヴィ -フローライトアイズソング-          | Anime      | —         | Finalizado | Concepto original Composición de la serie Guionista (#1-12)             | [ 32 ]               |
| 2021                                               | Vivy Prototype                                                       | Vivy prototype                               | Novela     | 4         | Finalizado | Guionista                                                               | [ 33 ]               |
| 2022                                               | Isekai Quartet Movie: Another World                                  | 劇場版 異世界かるてっと ～あなざーわーるど～ | Película   | —         | Finalizado | Creador original junto a Natsume Akatsuki, Kugane Maruyama y Carlo Zen. | [ 34 ]               |
| 2024                                               | Suicide Squad Isekai                                                 | 異世界スーサイド・スクワッド                 | Anime      | —         | Finalizado | Composición de la serie Guionista (#1-10)                               | [ 35 ]               |
| TBA                                                | Re:Zero – Starting Life in Another World: Witch's Re:surrection      | —                                            | Videojuego | —         | —          | Supervisor de escenario                                                 | [ 36 ]               |